# Der Goldene Hinkelstein
Der Goldene Hinkelstein (französischer Originaltitel: Le Menhir d’Or) ist ein im Oktober 2020 erschienener Sonderband in Bilderbuchform der Asterix-Reihe. Er wurde ursprünglich im Jahr 1967 von René Goscinny geschrieben und von Albert Uderzo gezeichnet. Die Geschichte erschien ursprünglich als Schallplattenbegleitbuch, war schnell vergriffen und geriet daher vorübergehend in Vergessenheit.

## Handlung
Troubadix, der Barde des Gallierdorfes, beschließt am Bardenwettstreit um den Goldenen Hinkelstein teilzunehmen. Asterix und Obelix begleiten ihn, um ihn zu schützen. Auf ihrem Weg zum Karnutenwald, wo die Veranstaltung stattfindet, ist das auch nötig, da sie es u. a. mit Räubern zu tun bekommen.
Der römische General Eucalyptus aus dem Römerlager Babaorum beauftragt seinen Zenturio Eidescolumbus einen guten Barden des Wettbewerbs zu entführen und ihm zu bringen, damit er für ihn singt.
Mehrere Barden sind bereits aufgetreten, als Troubadix an der Reihe ist. Aufgrund seiner unangenehmen Sangeskünste wollen Besucher der Veranstaltung ihn verprügeln. Asterix und Obelix können das verhindern. Währenddessen hat sich der Barde entfernt und wird im Wald von den Römern um Eidescolumbus festgenommen. Im Lager Babaorum angekommen, möchte Eucalyptus, dass Troubadix singt, aber dieser weigert sich.
Da der Zenturio im Karnutenwald seinen Helm verloren hatte und dieser beschriftet war, wissen Asterix und Obelix, wo sich ihr gallischer Freund befindet. Sie begeben sich zum Lager Babaorum, verschaffen sich Zutritt und treffen im Zelt des Generals auf Troubadix, den sie mitnehmen wollen. Der General droht daher mit Krieg. Als aber der Barde singt, bietet Eucalyptus einen Waffenstillstand an.
Im Dorf angekommen, findet zur Feier des Friedens und der Rückkehr der Helden ein Bankett statt. Dabei erhält der Barde von Asterix ein Andenken: Einen Goldenen Hinkelstein.

## Veröffentlichung
Die erste Auflage in deutscher Sprache erschien am 21. Oktober 2020 bei Egmont Ehapa Media im Soft- und Hardcover-Format. Übersetzer war Klaus Jöken.
Für die Neuveröffentlichung wurde die Geschichte im Jahr 2019 noch unter Aufsicht von Uderzo komplett überarbeitet und als Hörspiel neu aufgenommen.